# DDR-Oberliga 1960/61 (Badminton)
Die DDR-Oberliga im Badminton war in der Saison 1960/1961 die höchste Mannschaftsspielklasse der in der DDR Federball genannten Sportart. Es war die zweite Austragung dieser Mannschaftsmeisterschaft. Sie wurde erstmals im Ligasystem ausgetragen.

## Ergebnisse
Aktivist Tröbitz - Traktor Hilbersdorf 7:4
15. Oktober 1960 Berlin
Aktivist Tröbitz - Chemie Leuna 11:0
15. Oktober 1960 Berlin
Aktivist Tröbitz - Einheit Gotha 10:1
16. Oktober 1960 Berlin
Aktivist Tröbitz - Post Berlin 5:6, 4:7 oder 3:8
5. November 1960
Aktivist Tröbitz - EBT Berlin 9:2, 10:1 oder 11:0
5. November 1960 Leipzig
Aktivist Tröbitz - Traktor Hilbersdorf 11:0
14. Januar 1961 Berlin
Aktivist Tröbitz - Einheit Gotha 9:2
14. Januar 1961 Berlin
Aktivist Tröbitz - Chemie Leuna 11:0
15. Januar 1961 Berlin
Aktivist Tröbitz - Post Berlin 5:6
4. Februar 1961 Leipzig
Aktivist Tröbitz - EBT Berlin 7:4
4. Februar 1961 Leipzig

## Endstand
| Platz | Mannschaft |
| ----- | --- |
| 1.    | Post Berlin (Helmut Standfuß, Günter Beier, Detlef Paul, Karl Beier, Ullrich Dücker, Uwe Trettin, Elke Trettin, Ruth Preuß)        |
| 2.    | Aktivist Tröbitz (Gottfried Seemann, Hans Bräuer, Joachim Ecknig, Klaus Katzor, Gerolf Seemann, Annemarie Fritzsche, Helga Krüger) |
| 3.    | EBT Berlin (Hans Abraham, Klaus Adam, Günter Görges, Horst Winkler, Sigrid Jaschke, Karin Füller)                                  |
| 4.    | Traktor Hilbersdorf |
| 5.    | Einheit Gotha |
| 6.    | Chemie Leuna |

## Referenzen
- Martin Knupp: Deutscher Badminton Almanach, Eigenverlag (2003), 230 Seiten
- René Born: 1957–1997. 40 Jahre Badminton in Tröbitz – Die Geschichte des BV Tröbitz e. V., Eigenverlag (1997), 84 Seiten. (Online-Version)
- René Born: Badminton in Tröbitz (Teil 1 – Die Anfänge, die Medaillengewinner, die Statistik), Eigenverlag (2007), 455 Seiten (Online-Version)